# Юніті Тауншип (округ Вестморленд, Пенсільванія)
Юніті Тауншип (англ. Unity Township) — селище (англ. township) в США, в окрузі Вестморленд штату Пенсільванія. Населення — 21 606 осіб (2020).

## Демографія
Згідно з переписом 2010 року, у селищі мешкало 22 607 осіб у 8645 домогосподарствах у складі 6054 родин. Було 9222 помешкання
Расовий склад населення:
| - 97,2 % — білих - 1,0 % — азіатів - 0,7 % — чорних або афроамериканців - 0,1 % — корінних американців |

До двох чи більше рас належало 0,8 %. Частка іспаномовних становила 0,9 % від усіх жителів.
За віковим діапазоном населення розподілялося таким чином: 19,3 % — особи молодші 18 років, 62,6 % — особи у віці 18—64 років, 18,1 % — особи у віці 65 років та старші. Медіана віку мешканця становила 44,1 року. На 100 осіб жіночої статі у селищі припадало 98,6 чоловіків;  на 100 жінок у віці від 18 років та старших — 97,0 чоловіків також старших 18 років.
Середній дохід на одне домашнє господарство  становив 85 368 доларів США (медіана — 61 736), а середній дохід на одну сім'ю — 100 842 долари (медіана — 77 005). Медіана доходів становила 56 317 доларів для чоловіків та 38 962 долари для жінок. За межею бідності перебувало 7,8 % осіб, у тому числі 8,9 % дітей у віці до 18 років та 4,0 % осіб у віці 65 років та старших.
Цивільне працевлаштоване населення становило 10 739 осіб. Основні галузі зайнятості: освіта, охорона здоров'я та соціальна допомога — 27,3 %, виробництво — 15,9 %, роздрібна торгівля — 11,9 %, науковці, спеціалісти, менеджери — 8,3 %.